# Enllaç sigma

enllaç σ entre dos àtoms: localització de la densitat electrònica.

Els enllaços sigma o enllaços σ en química, (en anglès: sigma bonds, σ bonds) són el tipus més fort de l'enllaç covalent degut a l'ensolapament directe dels orbitals, i els electrons en aquests enllaços de vegades reben el nom d'electrons sigma. La força de l'enllaç sigma també és perquè el recobriment axial és més important que el recobriment lateral, i no pot existir més que un sol enllaç σ entre dos àtoms, si es creen enllaços suplemetaris aquests són més febles i són del tipus enllaç pi (π). Es formen entre dos àtoms per recobriment axial dels orbitals. Es pot tractar d'orbitals del tipus s o s hibridats, però també d'orbitales pz i dz² (l'eix z és l'eix de l'enllaç). L'enllaç sigma està més clarament definit en molècules diatòmiques fent servir el llenguatge i les eines de la simetria de grup. Formes comunes d'enllaç sigma són s+s, pz+pz, s+pz and dz²+dz² (on z es defineix com l'eix de l'enllaç).
La teoria quàntica també indica que els orbitals moleculars (MO) de simetria idèntica realment es mesclen. Com a conseqüència pràctica d'aquesta mescla de molècules diatòmiques, les funcions d'ona s+s i pz+pz dels orbitals moleculars passen a fondre's. L'extensió d'aquesta mescla (o fusió) depèn de les energies relatives de la simetria dels orbitals moleculars.

Dalt: orbitals atòmics. Sota: orbitals moleculars amb l'enllaç sigma de dos orbitals s, un enllaç sigma de dos orbitals p i un Enllaç pi

En el cas de molècules diatòmiques homonuclears el concepte d'enllaç σ és equivalent al d'orbital molecular σ. En aquest darrer el repartiment de la densitat electrònica a una simetria cilíndrica al voltant de l'eix interatòmic. Parlar d'enllaços σ per les molècules més complexes és una aproximació, ja que de fet el repartiment dels electrons en la molècula es defineix pels orbitals moleculars deslocalitzats sobre el conjunt dels àtoms que constitueixen la molècula.
Per als homodiatòmics, en els orbitals d'enllaç σ orbitals el corresponent antienllaç o σ* orbital, es defineix per la presència d'un pla nodal entre els dos àtoms enllaçats.
Per exemple, l'energia de dissociació d'un enllaç carboni-carboni C-C del tipus σ, és de 348 kJ.mol-1, mentre que l'energia de dissociació de l'enllaç pi de C=C és de 250 kJ.mol-1.

## Enllaços sigma en molècules orgàniques
Les molècules orgàniques sovint es formen per un compost cíclic o més, com és el benzè, i sovint es formen amb molts enllaços sigma junt amb enllaços pi. Segons la regla de l'enllaç sigma, el nombre d'enllaços sigma (Nb σ) en una molècula equival al nombre d'àtoms més el nombre d'anells menys 1.
Nb σ = Nb d'àtoms + Nb d'anells - 1